# Unpōtō
Un unpōtō (運砲筒)  était un système de transport d'artillerie et de munitions utilisé sur les sous-marins japonais pendant la Seconde Guerre mondiale.

## Histoire
En raison de la supériorité aérienne américaine depuis 1943, il était impossible d'employer des navires de transport pour ravitailler les troupes japonaises, car les frappes aériennes anéantiraient tout convoi conventionnel. Le Tokyo Express a donc été lancé, à l'aide de destroyers rapides pouvant transporter du ravitaillement et revenir en une nuit, à l'abri des avions alliés. Le problème était l'impossibilité de transporter de l'artillerie dans un destroyer. Pour surmonter ce problème autant que possible, il a été décidé d'utiliser des sous-marins de transport, avec un unpōtō ancré sur le pont arrière.
Le unpōtō était constitué d'une paire de cylindres creux et étanches, placés en parallèle et reliés par une plate-forme supérieure, sur laquelle était ancrée une pièce d'artillerie. Il disposait également des installations de propulsion de deux torpilles. La longueur totale était de 21,5 mètres, avec une largeur de 4 mètres. Le poids à vide était de 20 tonnes, et après avoir placé la pièce d'artillerie et ses munitions, il pouvait atteindre 37 tonnes.
Une fois proche de sa cible, le unpōtō était libéré du sous-marin. Grâce à ses moteurs, il se approchait de la côte par lui-même à une vitesse de 6 nœuds (11 km/h), et lorsqu'il a atteint la côte, les soldats japonais n'ont eu qu'à accrocher la pièce d'artillerie à un véhicule et à la déplacer jusqu'à son emplacement. 